# Red eye (bebida)
Red Eye, dead eye e black eye são variantes de café espresso fortificada em que é combinado com o filtro de café normal.
Um dos Red Eye (também conhecidos como um martelo  ou um tiro no escuro)  é uma xícara de café de filtro para que um tiro de espresso adicionado. Variações do efeito de Red Eye com base no número de tiros do espresso incluir o black eye, que é feita com duas doses de espresso, e os dead eye, o que é feito com três tiros de café expresso.
Embora ambos contenham café expresso, um Red Eye não deve ser confundido com um Americano ou long black, que são feitos com água quente em vez de café do gotejamento e, portanto, não é considerado fortificado.

## Nomes
O Red Eye tem muitas variantes, dependendo da região.
- No Alasca, ele é conhecido como um copo de lama "," possivelmente em referência à indústria de petróleo do estado de grandes dimensões .
- Ele também tem inúmeros nomes comerciais único cunhado por cadeias individuais de cafés. O Dunkin Donuts "Turbo" é feita com uma mistura do filtro Dunkin 'Donuts e café expresso, servido quente ou gelado
- No noroeste do Pacífico, uma única e dose dupla é conhecida como um "tiro no escuro" e um "tiro duplo no escuro", respectivamente .
- Para os militares, particularmente na Marinha e fuzileiros navais americanos, ele é chamado de uma carga de profundidade "(único tiro)," dupla carga de profundidade "(tiro duplo).